# Temptation (bài hát của Arash)
"Temptation" là một đĩa đơn và phát hành năm 2005 của ca sĩ người Thụy Điển gốc Iran Arash, hợp tác với Rebecca Zadig và trích từ album đầu tay Arash của anh.

## Bản của Arash

### Bảng xếp hạng

#### Bảng xếp hạng hàng tuần
| Bảng xếp hạng (2005–2006)          | Vị trí cao nhất |
| ---------------------------------- | --------------- |
| CIS (Tophit)                       | 79              |
| Phần Lan (Suomen virallinen lista) | 15              |
| Đức (GfK)                          | 29              |
| Hy Lạp (IFPI)                      | 25              |
| Hungary (Dance Top 40)             | 4               |
| Hungary (Rádiós Top 40)            | 26              |
| Hungary (Single Top 40)            | 5               |
| Thụy Điển (Sverigetopplistan)      | 2               |
| Thụy Sĩ (Schweizer Hitparade)      | 42              |

#### Bảng xếp hạng cuối năm
| Bảng xếp hạng (2005)    | Vị trí |
| ----------------------- | ------ |
| Hungary (Rádiós Top 40) | 66     |

### Danh hiệu
| Năm                     | Tổ chức           | Giải thưởng | Kết quả |
| ----------------------- | ----------------- | ----------- | ------- |
| 2006                    |                   |             |         |
| Golden Gramophone Award | Golden Gramophone | Đoạt giải   |         |
| MUZ-TV Awards           | Best Duo          | Đề cử       |         |